# 王耀煌
王耀煌（1938年—2016年11月29日），原名舒耀煌，安徽舒城人，籃球教練、運動員。他曾代表中華民國參加1958年亞洲運動會。2016年12月因胃癌病逝在臺北，享壽78歲。

## 家庭
父親為歷史學者王國璠，有一女王祖賢為知名影星。